# François Cassandre
Pour les articles homonymes, voir Cassandre (homonymie).
François Cassandre, mort en 1695, est un écrivain et traducteur français. 

## Biographie
Il a fait partie de l'académie des Palatins ou des chevaliers de la Table ronde avec Jean de La Fontaine. 
On lui doit une version française de la Rhétorique d'Aristote, 1654 et 1675. Il vécut dans l'indigence ; Nicolas Boileau, qui l'aimait, vint souvent à son secours. C'est lui que ce poète a peint dans sa première satire.

## Œuvres
- Parallèles historiques, 1680